# 獵豹 (小說)
《獵豹》（挪威語：Panserhjerte）是挪威作家尤·奈斯博所著的犯罪小說，是哈利·霍勒系列的第八本小說，於2009年出版。

## 故事簡介
「雪人事件」後，哈利·霍勒事業愛情兩失意，自我流放至香港，試圖逃離故人往事。然而奧斯陸接連發生多起命案，重案組的卡婭·索內斯追查到哈利下落，當面懇請他回挪威協助調查。好不容易把他勸回國，警隊內部卻發生權力爭鬥，新任主管米凱·貝爾曼拒絕哈利插手，他們只得私下組隊調查。經調查發現，所有受害人都曾在同一時間入住過同一間雪山旅舍，而兇手所使用的怪異兇器則源自非洲。與此同時，他們的調查進展卻始終落後於米凱——原來卡婭一直在幽會米凱並為其通風報信。哈利最後發現其中一名受害者就是兇手，而其殺人動機除了謀財害命，更是為了復仇。